# Aimeta
Aimeta ist eine osttimoresische Aldeia im Suco Cota Bo’ot (Verwaltungsamt Bobonaro, Gemeinde Bobonaro). 2015 lebten in der Aldeia 137 Menschen.

## Geographie
Aimeta nimmt den Osten und Zentrum des Sucos Cota Bo’ot ein. Westlich befindet sich die Aldeia Oboe. Im Norden grenzt Aimeta an den Suco Tebabui, im Nordosten an den Suco Colimau, im Südosten an den Suco Mape und im Süden an den Suco Carabau. Die Nordgrenze bildet zum Teil der Babalai, ein Nebenfluss des Marobo. Im Osten erheben sich die Berge Lolo Tolemau (1731 m) und an der Grenze zu Colimau der Taralu (1974 m).
Im Westen der Aldeia liegt das Dorf Aimeta.

## Politik
2023 wurde Domingos Soares zum Chefe de Aldeia gewählt.